# Prix littéraires 1993
Liste des prix littéraires décernés au cours de l'année 1993 :

## Prix internationaux
- Prix Nobel de littérature : Toni Morrison, romancière, professeur de littérature et éditrice américaine[1]
- Grand prix de littérature du Conseil nordique : Peer Hultberg (Danemark) pour Byen og Verden
- Grand prix littéraire d'Afrique noire : Maurice Bandaman (Côte d'Ivoire) pour Le Fils de la femme mâle.
- Prix littéraire des Caraïbes : Ernest Pépin (France) pour Homme au bâton
- Prix Carbet de la Caraïbe et du Tout-Monde : Gisèle Pineau (France) pour La grande drive des esprits
- Prix Casa de las Américas : Raphaël Confiant (France) pour Ravines du devant-jour
- Prix Tropiques : Vongprachanh Souvannavong (d)  (Laos) pour La Jeune Captive du Pathet Lao

## Allemagne
- Prix Georg-Büchner : Peter Rühmkorf, écrivain allemand
- Prix Heinrich Böll : Alexander Kluge, réalisateur de cinéma et écrivain allemand
- Prix Friedrich Hölderlin (Bad Homburg) : Friederike Mayröcker

## Belgique
- Prix Victor-Rossel : Nicole Malinconi, Nous deux[2]
- Prix Auguste Beernaert : Jean Stengers, pour l'ensemble de son œuvre
- Prix Frans de Wever : Geneviève Bergé, Les Chignons

## Canada
- Grand prix du livre de Montréal : Pierre Gobeil pour Dessins et cartes du territoire
- Médaille de l'Académie des lettres du Québec : Maurice Lemire
- Prix Athanase-David : Gilles Hénault
- Prix du Gouverneur général :
  - Catégorie « Romans et nouvelles de langue anglaise » : Carol Shields pour The Stone Diaries (La Mémoire des pierres)
  - Catégorie « Romans et nouvelles de langue française » : Nancy Huston pour Cantique des plaines
  - Catégorie « Poésie de langue anglaise » : Don Coles pour Forests of the Medieval World
  - Catégorie « Poésie de langue française » : Denise Desautels pour Le Saut de l'ange
  - Catégorie « Théâtre de langue anglaise » : Guillermo Verdecchia pour Fronteras Americanas
  - Catégorie « Théâtre de langue française » : Daniel Danis pour Celle-là
  - Catégorie « Études et essais de langue anglaise » : Karen Connelly pour Touch the Dragon
  - Catégorie « Études et essais de langue française » : François Paré pour Les Littératures de l'exiguïté
- Prix Jean-Hamelin : Madeleine Ouellette-Michalska pour L'Été de l'île de Grâce
- Prix Robert-Cliche : Jacques Desautels pour Le Quatrième Roi mage

## Corée du Sud
- Prix de l'Association des poètes coréens : Kim Hyeong-yeong pour 기다림이 끝나는 날에도
- Prix Daesan
  - Catégorie « Poésie » : Ko Un pour La Chanson de demain
  - Catégorie « Roman » : Lee Seung-u pour L'envers de la vie
  - Catégorie « Drame » : Oh Taeseok pour Pourquoi Shimch'ong s'est-il jeté deux fois dans l'Indangsu
  - Catégorie « Critique » : Paik Nak-chong pour Point de vue sur la littérature moderne
  - Catégorie « Traduction » : Peter H. Lee pour Pine River and Lone Peak
- Prix Dong-in : Song Giwon pour Beau visage
- Prix de littérature contemporaine (Hyundae Munhak)
  - Catégorie « Poésie » : Im Yeong-jo pour 갈대는 배후가 없다
  - Catégorie « Roman » : Park Wansuh pour 꿈꾸는 인큐베이터
  - Catégorie « Critique » : Lee Sangok pour 평론집『이효석―문학과 생애
- Prix Gongcho : Lee Hyeonggi
- Prix Jeong Ji-yong : Lee Garim pour 石榴
- Prix Kim Soo-young : Yi Gi-cheol pour 지상에서 부르고 싶은 노래
- Prix de poésie Sowol : Hwang Ji-u pour 뼈저린 후회
- Prix Woltan : Oh Chan-sik pour 단편맥
- Prix Yi Sang : Choi Suchol pour Le creuset de la glace

## Espagne
- Prix Cervantes : Miguel Delibes, pour l'ensemble de son œuvre
- Prix Prince des Asturies : Claudio Rodríguez
- Prix Nadal : Rafael Argullol, pour La razón del mal
- Prix Planeta : Mario Vargas Llosa, pour Lituma en los Andes
- Prix national des Lettres espagnoles : Carlos Bousoño
- Prix national de Narration : Luis Goytisolo, pour Estatua con palomas
- Prix national de Poésie : José Ángel Valente, pour No amanece el cantor
- Prix national d'Essai : José Antonio Marina (es), pour Elogio y refutación del ingenio
- Prix national de Littérature dramatique : Alfonso Sastre, pour Jenofa Juncal
- Prix national de Littérature infantile et juvénile : José María Merino (es), pour No soy un libro
- Prix Adonáis de Poésie : María Luisa Mora Alameda, pour Busca y captura
- Prix Anagrama : Soledad Puértolas, pour Deseo de ser piel roja. Novela familiar
- Prix Loewe : Luis García Montero, pour Habitaciones separadas
- Prix de la nouvelle courte Casino Mieres : Alfredo Macías Macías, pour Memorias de un Seductor
- Prix d'honneur des lettres catalanes : Tomàs Garcés i Miravet (poète)
- Journée des lettres galiciennes : Eduardo Blanco Amor
- Prix de la critique Serra d'Or :
  - Narcís Garolera i Carbonell (ca), pour l'étude littéraire en introduction de Excursions i Viatges, de Jacint Verdaguer.
  - Miquel Desclot, pour Llibre de Durham, biographie/mémoire.
  - Isabel-Clara Simó, pour Històries perverses, recueil de nouvelles.
  - Maria Barbal i Farré, pour Càmfora, roman.
  - Josep Maria Llompart de la Peña, pour Spiritual, recueil de poésie.
  - Francesc Parcerisas i Vázquez (ca), pour la traduction du roman La llanterna de l'arç de Seamus Heaney.

## États-Unis
- National Book Award :
  - Catégorie « Fiction » : E. Annie Proulx pour The Shipping News (Nœuds et Dénouement)
  - Catégorie « Essais» : Gore Vidal pour United States: Essays 1952–1992
  - Catégorie « Poésie » : A. R. Ammons pour Garbage
- National Book Award :
- Prix Agatha :
  - Catégorie « Meilleur roman » : Margaret Maron, pour Bootlegger's Daughter
  - Catégorie « Meilleure nouvelle » : K. K. Beck, pour A Romance in the Rockies
- Prix Hugo :
  - Prix Hugo du meilleur roman : Un feu sur l'abîme (A Fire Upon the Deep) par Vernor Vinge[3] et Le Grand Livre (Doomsday Book) par Connie Willis[4] (ex æquo)
  - Prix Hugo du meilleur roman court : Bernacle Bill le spatial (Barnacle Bill the Spacer) par Lucius Shepard
  - Prix Hugo de la meilleure nouvelle longue : La Révolution des casse-noisettes (The Nutcracker Coup) par Janet Kagan
  - Prix Hugo de la meilleure nouvelle courte : Même Sa Majesté (Even the Queen) par Connie Willis
- Prix Locus :
  - Prix Locus du meilleur roman de science-fiction : Le Grand Livre (Doomsday Book) par Connie Willis
  - Prix Locus du meilleur roman de fantasy : Poker d'âmes (Last Call) par Tim Powers
  - Prix Locus du meilleur roman d'horreur : Les Fils des ténèbres (Children of the Night) par Dan Simmons
  - Prix Locus du meilleur premier roman : China Mountain Zhang par Maureen F. McHugh
  - Prix Locus du meilleur roman court : Bernacle Bill le spatial (Barnacle Bill the Spacer) par Lucius Shepard
  - Prix Locus de la meilleure nouvelle longue : Danny Goes to Mars par Pamela Sargent
  - Prix Locus de la meilleure nouvelle courte : Même Sa Majesté (Even the Queen) par Connie Willis
  - Prix Locus du meilleur recueil de nouvelles : The Collected Stories of Robert Silverberg, Volume 1: Secret Sharers par Robert Silverberg
- Prix Nebula :
  - Prix Nebula du meilleur roman : Mars la rouge (Red Mars) par Kim Stanley Robinson[5]
  - Prix Nebula du meilleur roman court : La Nuit où ils ont enterré Road Dog (The Night We Buried Road Dog) par Jack Cady
  - Prix Nebula de la meilleure nouvelle longue : Georgia on My Mind (Georgia on My Mind) par Charles Sheffield
  - Prix Nebula de la meilleure nouvelle courte : Graves par Joe Haldeman
- Prix Pulitzer :
  - Catégorie « Fiction » : Robert Olen Butler pour A Good Scent from a Strange Mountain (Un doux parfum d'exil)
  - Catégorie « Biographie et Autobiographie » : David McCullough pour Truman
  - Catégorie « Essai » : Garry Wills pour Lincoln at Gettysburg: The Words That Remade America
  - Catégorie « Histoire » : Gordon S. Wood pour The Radicalism of the American Revolution
  - Catégorie « Poésie » : Louise Glück pour The Wild Iris
  - Catégorie « Théâtre » : Tony Kushner pour Angels in America

## Finlande
- Prix Aleksis-Kivi : Kerttu-Kaarina Suosalmi
- Prix Kalevi-Jäntti : Jari Tervo pour Pohjan hovi
- Prix Eino-Leino : Jyrki Kiiskinen
- Prix de la littérature de l'État finlandais : non décerné
- Prix littéraire de la ville de Tampere :Juha Ruusuvuori pour Kaniikki Lupus
- Prix Tollander : Jan-Magnus Jansson
- Prix Rudolf-Koivu : Markus Majaluoma pour Heinähattu ja Vilttitossu de  Sinikka Nopola et Tiina Nopola
- Prix Topelius : Leena Krohn pour Salaisuuksia
- Prix Mikael-Agricola : Kaarina Ripatti
- Médaille Anni-Swan : non décerné
- Prix d'écriture Juhana-Heikki-Erkko : non décerné
- Prix Juhana-Heikki-Erkko : non décerné
- Médaille Kiitos kirjasta : Lars Sund pour Colorado Avenue
- Prix Arvid-Lydecken : Annukka Järvi pour Tanssi neljällä jalalla]
- Prix Kaarle : Matti Pulkkinen
- Prix Pehr-Evind-Svinhufvud : Maija-Liisa Bäckström
- Prix du grand club du livre finlandais : Reino Lehväslaiho
- Prix Pirkanmaan-Plättä : Teija Rekola pour 	Bileet
- Prix Väinö Linna : non décerné
- Prix Pääskynen : Mauri Upanne
- Prix Atorox : Johanna Sinisalo pour Kharonin lautta
- Prix Finlandia : Bo Carpelan pour Urwind
- Prix Pikku-Finlandia : Matti Eräsaari
- Prix Lea : Jussi Kylätasku pour Keisari ja poika
- Prix Tieto-Finlandia : Erik Wahlström (fi)
- Prix Tähtivaeltaja : Philip K. Dick pour Le Maître du Haut Château
- Poeta Finlandiae : Bo Carpelan
- Prix Runeberg : Raija Siekkinen pour Metallin maku
- Prix Vuoden johtolanka : Pentti Kirstilä (fi) pour Imelda

## France
- Prix Goncourt : Amin Maalouf, Le Rocher de Tanios, Grasset
  - Prix Goncourt du premier roman : Bernard Chambaz pour L'Arbre de vies
  - Prix Goncourt des lycéens : Anne Wiazemsky, Canines, Gallimard
- Prix Médicis : Emmanuèle Bernheim, Sa femme, Gallimard
  - Prix Médicis étranger : Paul Auster (États-Unis) (trad. Christine Le Bœuf), Léviathan [« Leviathan »], Actes Sud
  - Prix Médicis essai : La Sculpture de soi de Michel Onfray
- Prix Femina : Marc Lambron, L'Œil du silence, éditions Flammarion
- Prix Renaudot : Nicolas Bréhal, Les Corps célestes, Gallimard
- Prix Interallié : Jean-Pierre Dufreigne, Le Dernier Amour d'Aramis ou les Vrais Mémoires du chevalier René d'Herblay, Grasset
- Grand prix de littérature de l'Académie française : Louis Nucera
- Grand prix du roman de l'Académie française : Philippe Beaussant, Héloïse, Gallimard
- Grand prix de la francophonie : Henri Lopes
- Prix des Deux-Magots : Christian Bobin, Le Très-Bas, Gallimard
- Prix du Roman populiste : Denis Tillinac pour Rugby blues
- Prix France Culture : Antonin Artaud, ce désespéré qui vous parle de Paule Thévenin
- Prix du Livre Inter : Frédéric Boyer, Des choses idiotes et douces, POL
- Grand prix RTL-Lire : Le Crime des pères de Michel del Castillo
- Grand prix de l'Imaginaire :
  - Catégorie « Roman » : Ayerdhal, Demain, une oasis, Fleuve noir
  - Catégorie « Roman étranger » : Garfield Reeves-Stevens (trad. Jacques Martinache), La danse du scalpel [« Dark matter »], Pocket[6]
  - Catégorie « Roman pour la jeunesse » : Francois Coupry, Le Fils du concierge de l'opéra, Gallimard
  - Catégorie « Nouvelle » : Wildy Petoud, « Accident d'amour »
- Grand prix des lectrices de Elle :
  - Catégorie « Roman » : Bernard Werber, Le Jour des fourmis, Albin Michel
- Prix des libraires : Attends-moi de Françoise Xenakis
- Prix Valery-Larbaud : Olivier Germain-Thomas, Au cœur de l'enfance, Flammarion
- Prix Novembre : Exobiographie de René de Obaldia
- Prix du Quai des Orfèvres : Gérard Delteil, Pièces détachées, Fayard
- Prix mondial Cino-Del-Duca : Robert Mallet

## Italie
- Prix Strega : Domenico Rea, Ninfa plebea (Leonardo)
- Prix Bagutta : Giovanni Giudici, Poesie 1953-1990, (Garzanti)
- Prix Bagutta de la première œuvre : Antonio Franchini (it), Camerati. Quattro novelle su come diventare grandi (Leonardo)
- Prix Campiello : Raffaele Crovi, La valle dei cavalieri
- Prix Grinzane Cavour :
  - Fiction italienne :
    - Raffaele Nigro, Ombre sull'Ofanto
    - Cordelia Edvardson, La principessa delle ombre
    - Salvatore Mannuzzu, La figlia perduta

  - Fiction étrangère :
    - Jean d'Ormesson, Il romanzo dell'ebreo errante
    - Homero Aridjis, 1492 Vita e tempi di Juan Cabezón di Castiglia
    - Anita Desai, Notte e nebbia a Bombay
- Prix Malaparte : Michel Tournier
- Prix Napoli : Giuseppe Fiori (it), Uomini ex (Einaudi)
- Prix Viareggio : Alessandro Baricco, Oceano mare (trad. Océan mer)
- Prix Giuseppe Acerbi : Wole Soyinka, La morte e il cavaliere del re

## Maroc
- Prix du Maroc du livre :
  - Catégorie « Création littéraire » : Abdelkrim Tebbal

## Monaco
- Prix Prince-Pierre-de-Monaco : Paul Guimard[7]

## Norvège
- Prix Brage :
  - Catégorie « Fiction pour adultes » : Øystein Lønn, Thranes metode
  - Catégorie « Livre pour les enfants et la jeunesse » : Torill Eide, Skjulte ærend
  - Catégorie « Livre de non-fiction » : Trond Berg Eriksen, Reisen gjennom helvete. Dantes inferno
  - Catégorie « Poésie » : Jan Erik Vold, IKKE
  - Catégorie « Prix d'honneur » : prix non remis

## Royaume-Uni
- Prix Booker : Roddy Doyle pour Paddy Clarke Ha Ha Ha
- Prix James Tait Black :
  - Fiction : Caryl Phillips pour Crossing the River
  - Biographie : Richard Holmes pour Dr Johnson and Mr Savage
- Prix WH Smith : Michèle Roberts pour Daughters of the Night
- Prix John-Llewellyn-Rhys : Chemins de traverse de Jason Goodwin
- Médaille Carnegie : Robert Swindells pour Stone Cold
- Prix Rose-Mary-Crawshay : 
  - Barbara Rosenbaum pour Index of Literary Manuscripts, volume IV, part 2: Hardy to Lamb
  - Margaret Reynolds pour son édition critique de Aurora Leigh de Elizabeth Barrett Browning
- Prix Somerset-Maugham : Glyn Maxwell pour Out of the Rain

## Russie
- Prix Booker russe : Vladimir Makanine pour La Table couverte d'un drap avec une carafe au milieu[8]

## Suisse
- Prix Lipp Suisse : Jacques-Étienne Bovard pour La Griffe, Bernard Campiche éditeur